# کلید مردم (آلبوم)
کلید مردم (به انگلیسی: The People's Key) نهمین آلبوم استودیویی اثر برایت آیز است. این آلبوم در استودیو ای‌آرسی اوماها، نبراسکا توسط موگیس ضبط و توسط موگیس و اندی لمستر مهندسی شده‌است. آلبوم در روز تولد کونور اوبرست در ۱۵ فوریه ۲۰۱۱ از طریق سدلی کریک رکوردز منتشر شد.

## فهرست ترانه
همهٔ ترانه‌ها توسط کونور اوبرست نوشته شده‌است.
| شماره      | نام                           | مدت   |
| ---------- | ----------------------------- | ----- |
| ۱.         | «دیواره آتش»                  | ۷:۱۶  |
| ۲.         | «قمار با گردو»                | ۳:۵۵  |
| ۳.         | «ستاره جژون»                  | ۴:۱۰  |
| ۴.         | «نور خورشید تقریبی»           | ۴:۲۴  |
| ۵.         | «هاییل سلاسی»                 | ۴:۳۳  |
| ۶.         | «معنوی ماشینی (در کلید مردم)» | ۴:۱۹  |
| ۷.         | «مارپیچ سه‌گانه»               | ۳:۵۱  |
| ۸.         | «ذهن مبتدی»                   | ۳:۵۵  |
| ۹.         | «آهنگ نردبان»                 | ۳:۵۸  |
| ۱۰.        | «یکی برای شما، یکی برای من»   | ۶:۳۷  |
| مجموع مدت: | مجموع مدت:                    | ۴۷:۰۲ |